# Institut de pharmacologie de Sherbrooke
L'institut de pharmacologie de Sherbrooke (IPS), fondé officiellement en 1997, est une organisation affiliée à l'Université de Sherbrooke située à Sherbrooke, Québec au Canada. L'institut se trouve plus précisément sur le campus de la santé qui est annexé à la faculté de médecine et des sciences de la santé ainsi qu'au centre hospitalier universitaire de Sherbrooke (CHUS). 

## Histoire
L'idée à l'origine de la création de l'institut provient, d'une part, du professeur Pierre Deslongchamps, un chimiste spécialiste en chimie des produits naturels et macrocycliques, et du professeur Pierre Sirois, un spécialiste en pharmacologie anti-inflammatoire et directeur du département de pharmacologie à ce moment[réf. nécessaire]. À l'époque, l'IPS comportait deux équipes de recherche, soit celle de Pierre Deslonchamps et celle de Pierre Sirois. En 2013, l'IPS est composé d'une trentaine de professeurs-chercheurs et de leurs équipes. De plus, l'IPS a hébergé plusieurs entreprises au cours du temps.

## Mission
Suivant ces objectifs, l'IPS met l'emphase sur des projets de recherches à long terme, permettant de mieux comprendre une maladie, afin d'être en mesure de développer un médicament efficace.
En décembre 2021, l'institut de pharmacologie de l'Université de Sherbrooke est à la tête d'un nouveau projet de recherche de nouveaux médicaments. Ce projet possède beaucoup de ressources, soit 27 millions de dollars. L'IPS aspire à trouver et anticiper les effets de certains médicaments.